# Kickapoo (Wisconsin)
Kickapoo es un pueblo ubicado en el condado de Vernon en el estado estadounidense de Wisconsin. En el Censo de 2010 tenía una población de 626 habitantes y una densidad poblacional de 6,38 personas por km².

## Geografía
Kickapoo se encuentra ubicado en las coordenadas 43°28′28″N 90°43′2″O / 43.47444, -90.71722. Según la Oficina del Censo de los Estados Unidos, Kickapoo tiene una superficie total de 98.15 km², de la cual 97.7 km² corresponden a tierra firme y (0.45%) 0.44 km² es agua.

## Demografía
Según el censo de 2010, había 626 personas residiendo en Kickapoo. La densidad de población era de 6,38 hab./km². De los 626 habitantes, Kickapoo estaba compuesto por el 95.69% blancos, el 0.64% eran afroamericanos, el 0.16% eran amerindios, el 0.64% eran asiáticos, el 0% eran isleños del Pacífico, el 2.24% eran de otras razas y el 0.64% pertenecían a dos o más razas. Del total de la población el 3.35% eran hispanos o latinos de cualquier raza.